# Isabel Martins
Isabel Martins foi uma política moçambicana. Em 1977 ela fez parte do primeiro grupo de mulheres eleitas para a Assembleia da República.

## Biografia
Durante a Guerra da Independência de Moçambique, ela viajou para a Argélia, onde lutadores da FRELIMO receberam instrução em diversas áreas. Ela foi candidata da FRELIMO nas eleições parlamentares de 1977, nas quais fez parte do primeiro grupo de 27 mulheres eleitas para a Assembleia da República. Ela casou-se com Camilo de Sousa; uma das suas crianças, Camila Maissune de Sousa, tornou-se uma notória artista.